# Sundar Singh

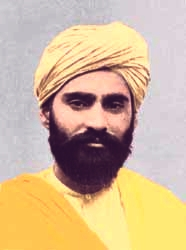
Sadhu Sundar Singh

(Sadhu) Sundar Singh (Rampur (Punjab), 1888 - ?, voor het laatst gezien bij zijn vertrek naar de Himalaya in 1929) was een Indiaas christelijk zendeling die als een sadhoe rondzwierf in voornamelijk de Himalaya en Tibet. 

## Biografie
Sundar Singh stamde uit een welgestelde familie. Zijn vader was een sikh, zijn moeder een hindoe. De eerste keer dat hij in aanraking kwam met het christendom was zijn reactie vijandig. Naar eigen zeggen kreeg hij echter een visioen, waarna hij zich bekeerde. Dit had tot gevolg dat zijn familie hem verstootte. Hij leefde voortaan ascetisch, kreeg nog meer visioenen en zag het als zijn taak om door de dorpen te trekken en Indiërs te bekeren. Hij had Indiase en Westerse volgelingen, maar ook vijanden. Zo overleefde hij enkele moordaanslagen.
Hij reisde meerdere keren naar de Himalaya, om van daaruit zendingswerk in Tibet te doen. Na een rondreis door Zuid-India werd hij uitgenodigd naar het buitenland te komen. Aan het begin van de 20e eeuw reisde hij via Birma naar Singapore, grote steden in de Chinese republiek en naar Japan. Op twee reizen bezocht hij eerst Engeland, de VS en Australië en daarna Zweden, Denemarken, Duitsland, Zwitserland en Noorwegen. Hij bekritiseerde het materialisme en het gebrek aan spiritualiteit die volgens hem in het westen heersten.
In 1929 begon hij aan een nieuwe reis naar Tibet, maar kwam daar niet aan. Verschillende zoekexpedities bleven zonder succes.

## Betekenis
Sundar Singh wordt beschouwd als de eerste Indiase christelijk theoloog. Hij deed geen beroep op de westerse filosofie en borduurde voort op eigen Indiase tradities, waarmee hij juist de eenvoudige Indiërs bereikte. 
Verschillende van zijn boeken zijn al tijdens zijn leven in meerdere talen vertaald, waaronder het Engels, Duits, Nederlands en Zweeds.
Koningin Wilhelmina schrijft in haar memoires dat zij jarenlang de geschriften van Sundar Singh heeft bestudeerd. “Steeds weer had ik bij de lezing van de Sadhu de indruk, dat ik putte uit een bron, waaruit Christus’ leven zelf mij tegemoetkwam, zo nauw was de Sadhu met onze Heiland verbonden en zo geheel stond zijn leven in het teken van het verlangen Zijn lijden te delen. Ik mag gerust zeggen, dat Soendars liefde voor Christus geen grenzen kende.” – Eenzaam maar niet alleen (Ten Have 1959), 226.

## Nederlandse uitgaven
- Aan de voeten des meesters (Amsterdam: Versluys, 1923; 2e druk: Aan de voeten van de meester, Den Haag: Visie, 1967; vertaling van At the master's feet)
- Waarheid en godsdienst: Gedachten over God, den mensch en de natuur (Rotterdam: J.M. Bredée, 1924; vertaling van Reality and religion)
- Met en zonder Christus (Den Haag: Voorhoeve, 1930; vertaling van With and without Christ)
- Waarheen als wij sterven? (1960; 5e druk: Hij zag de hemel. De visioenen van sadhoe Soendar Singh, Hilversum: Stichting 'Vuur', 1989)
- Kim Comer (red.), Woorden van de sadhu. Sundar Singh, een oosterse volgeling van Jezus (Amsterdam: Ark Boeken, 2002)